# Batalla de Koshamain
La batalla de Koshamain (コシャマインの戦い Koshamain-no-tatakai?) fue un levantamiento del pueblo indígena ainu en el medio del Período Muromachi, y ocurrió en la península de Oshima de Hokkaidō en Japón. 

## Antecedentes
En la primavera de 1456, en el pueblo herrero de Shinori (志濃里; actual Shinori-cho de Hakodate, Hokkaidō) en los alrededores de Hakodate, hubo un incidente en que un wajin (uno de los colonizadores japoneses) mató a un joven ainu a puñaladas (se dice que cuando el joven ainu compró una navaja (makiri) del herrero, discutieron por la calidad de la navaja, y demostrando que la navaja era capaz de cortar, el herrero mató al joven a puñaladas). 

## Desarrollo de la batalla
En 1457, este incidente se desarrolló como un gran levantamiento del pueblo ainu, dirigido por Koshamain, el jefe de los ainus orientales. En este levantamiento, los castillos (館), que los clanes de los wajin habían construido en el extremo sur de la península de Oshima, fueron rindiéndose, y solamente quedaban dos castillos, el castillo Mobetsutate (茂別館) de Shimonokuni Iemasa (actual Moheji en la ciudad de Hokuto) y el Hanazawatate (花沢館) de Kakizaki Sueshige (actual Kaminokuni en el pueblo de Kaminokuni). 
Sin embargo, Takeda Nobuhiro, dirigiendo el ejército bajo el mando de Kakizaki Sueshige, contraatacó y mató con flechas al jefe ainu Koshamain y su hijo. Por esto, el poder del ejército ainu rápidamente se debilitó hasta ser aplastado.

## Resultado
Quedan poco claros muchos de los detalles del levantamiento, pero la contradicción entre la invasión de los wajin a Ezo (el antiguo nombre de Hokkaido) y los ainus se intensificó y resultó en más hostilidades raciales. Además, Takeda Nobuhiro fue asegurado de su posición como comandante militar de los wajin, y fue adoptado por la familia Kakizaki, todo este incidente teniendo gran importancia en el establecimiento del poder de los Kakizaki (posteriormente el clan Matsumae). 